# Saropogon rufipes
Saropogon rufipes är en tvåvingeart som först beskrevs av Gimmerthal 1847.  Saropogon rufipes ingår i släktet Saropogon och familjen rovflugor. Inga underarter finns listade i Catalogue of Life.